# Ali Al-Abdali
Ali Al-Abdali (en árabe: علي العبدلي‎; Arabia Saudita; 5 de febrero de 1979) es un exfutbolista de Arabia Saudita que jugaba en la posición de defensa.

## Carrera

### Club
| Periodo   | Club             |
| --------- | ---------------- |
| 1998-2008 | Al-Ahli Saudi FC |
| 2008–2009 | Al-Raed FC       |
| 2009–2010 | Al-Qadisiyah FC  |
| 2010–2011 | Al-Ansar Medina  |
| 2011–2014 | Al-Rabe'e        |

### Selección nacional
Jugó para Arabia Saudita en dos ocasiones en la copa Asiática 2004.

## Logros
- Crown Prince Cup: 2001–02, 2006–07
- Federation Cup: 2000–01, 2001–02, 2006–07
- Arab Unified Club Championship: 2002–03
- Gulf Club Champions Cup: 2002, 2008